# Album photographique
Pour les articles homonymes, voir Album.
 (août 2022).
Si vous disposez d'ouvrages ou d'articles de référence ou si vous connaissez des sites web de qualité traitant du thème abordé ici, merci de compléter l'article en donnant les références utiles à sa vérifiabilité et en les liant à la section « Notes et références ».

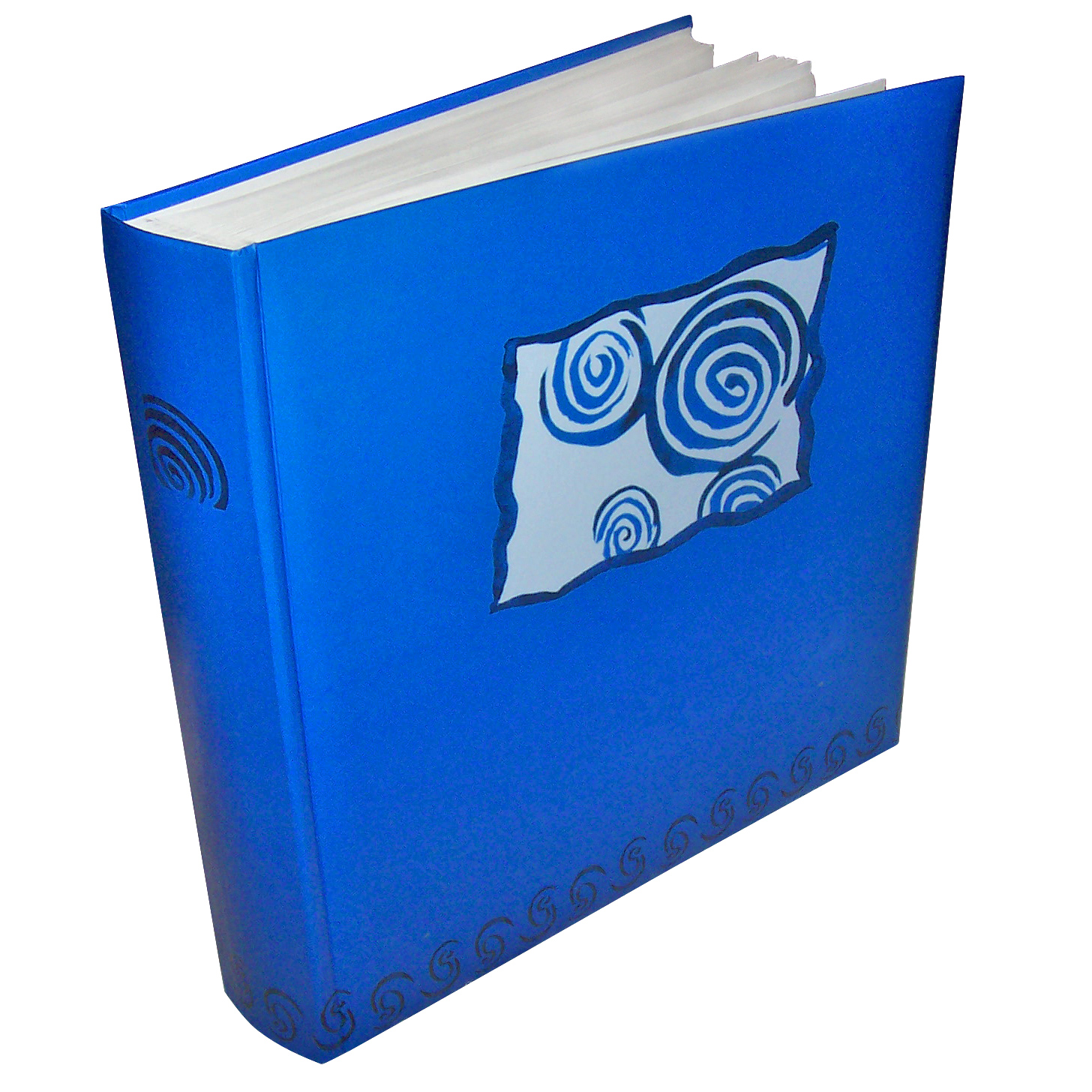
Un album photos typique.

Un album photographique, ou album photos dans le langage courant, est une collection de photographies rassemblées et souvent décrites pour permettre leur consultation. Un album se présente généralement sous la forme d'un livre.

## Histoire
L'album de photographies semble apparaitre avec les « cartes de visite » photographiques popularisées par Eugène Disdéri puisqu'avant les photos étaient trop grandes et précieuses pour être rangées dans un album. Le même Eugène Disdéri déposera le brevet de « l'album photographique » en 1858.

## Formes

### Album classique
Certains albums ont des compartiments dans lesquels les photos sont rangées. Les compartiments sont en papier pour les plus anciens et en plastique pour les plus récents. Vers la fin du XIXe siècle apparaissent les albums contenant des feuilles de papier épais sur lesquelles les photos peuvent être collées directement ou par l'intermédiaire de coins autocollants. Cette configuration permettait de légender les images, voire d'inclure d'autres objets.
Dans les années 1980, le système courant comportait des pages cartonnées sur lesquelles les photos étaient déposées puis recouvertes de feuilles en plastique collées par l'électricité statique.
Ce système a été ensuite remplacé par des albums constitués de pochettes plastique permettant de ranger, en général, des tirages 10 × 15 cm.

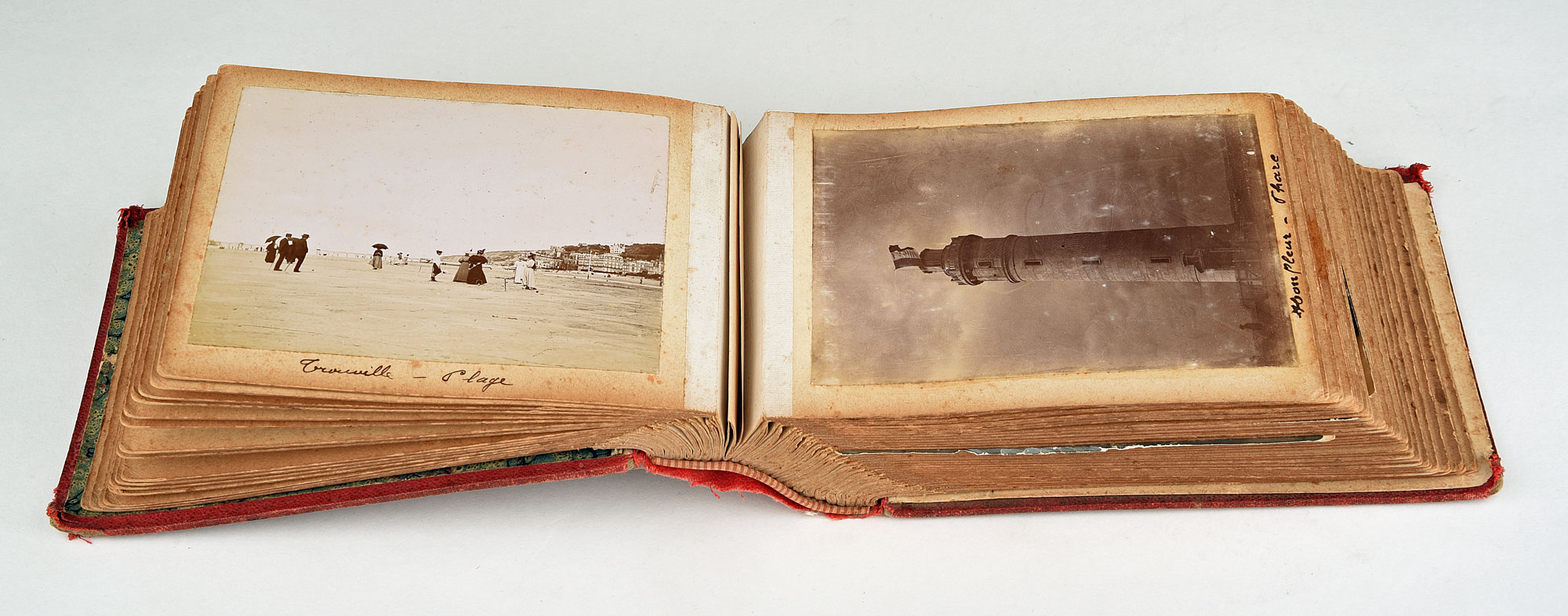
Album photos des années 1900
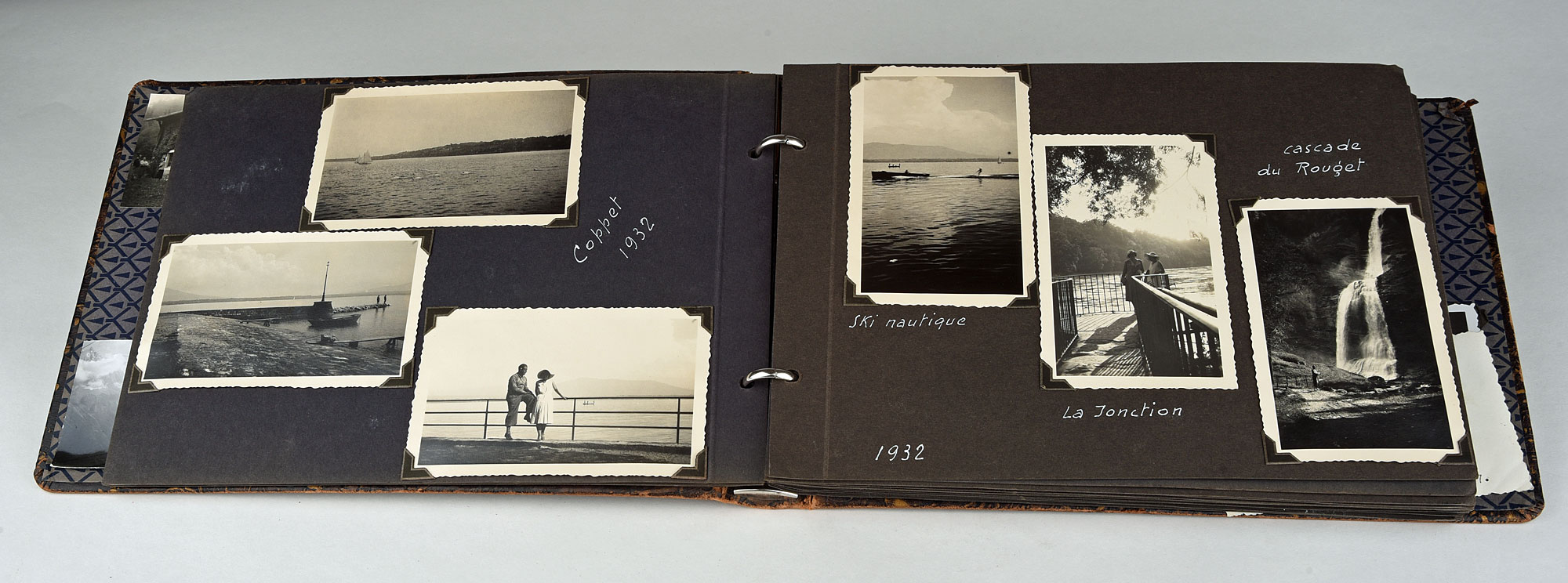
Album des années 1930 avec des tirages en noir et blanc légendés.
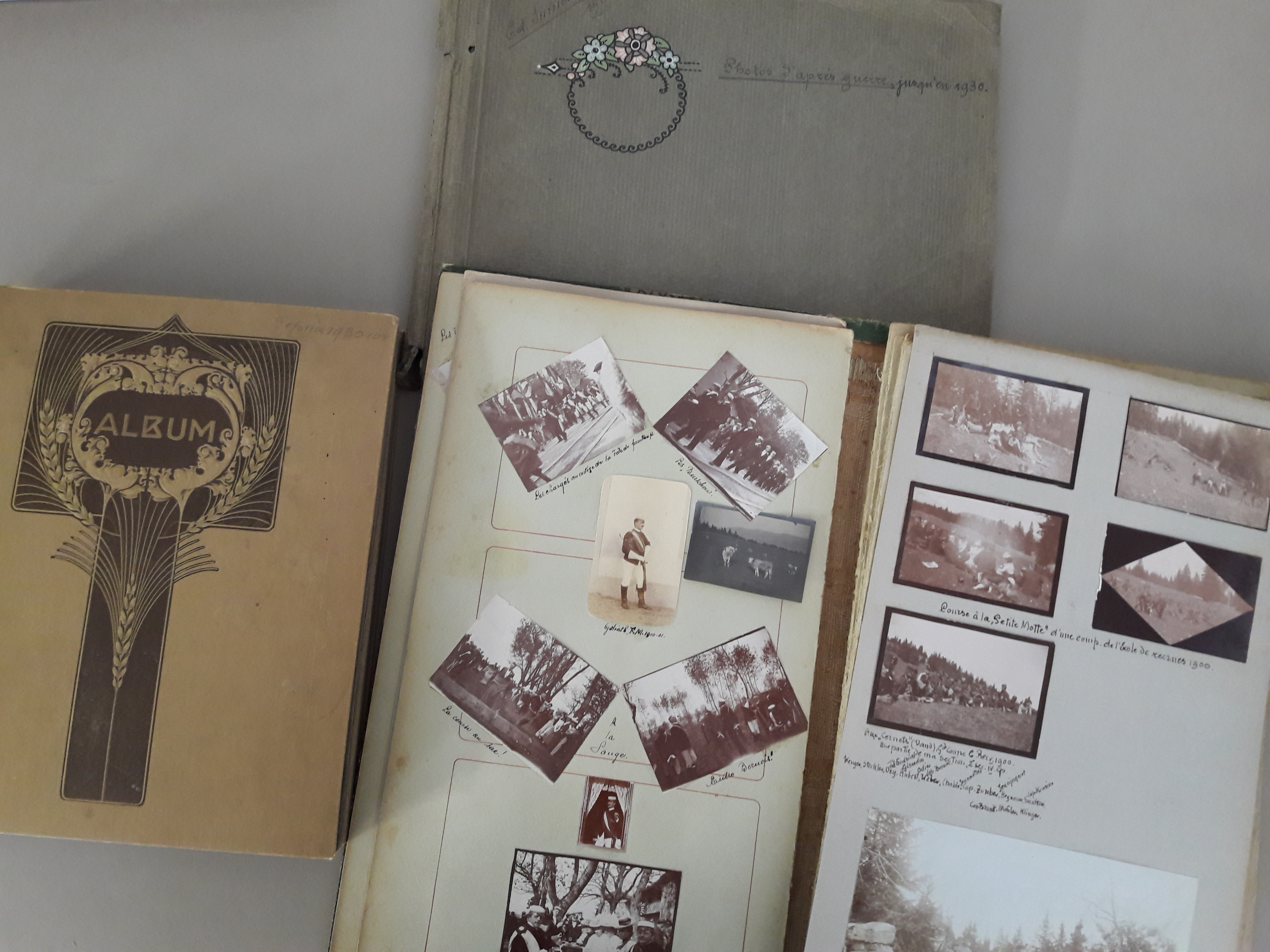
Albums des années 1940 avec des tirages en noir et blanc légendés (archives communales de Milvignes).
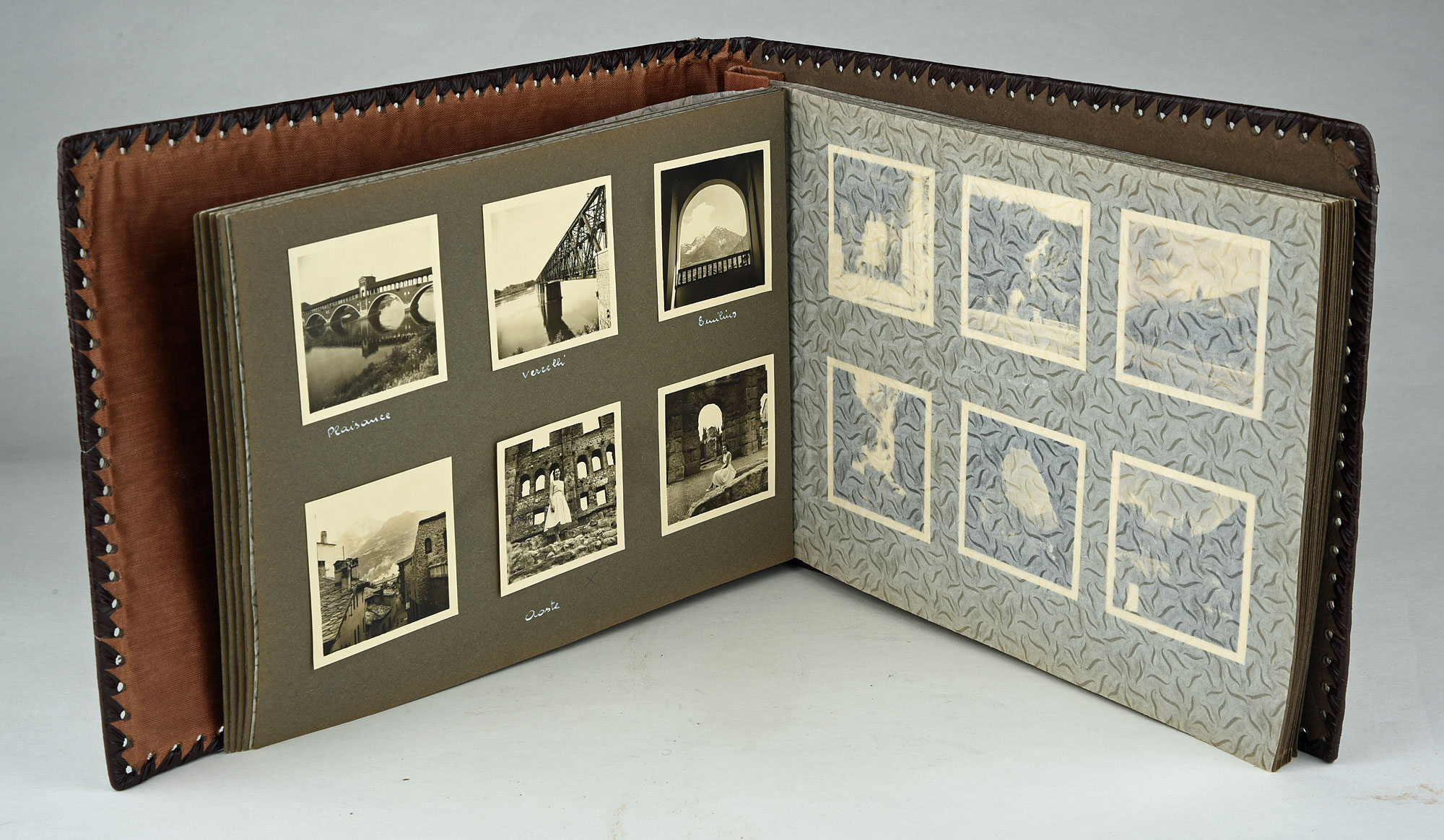
Album photos des années 1950
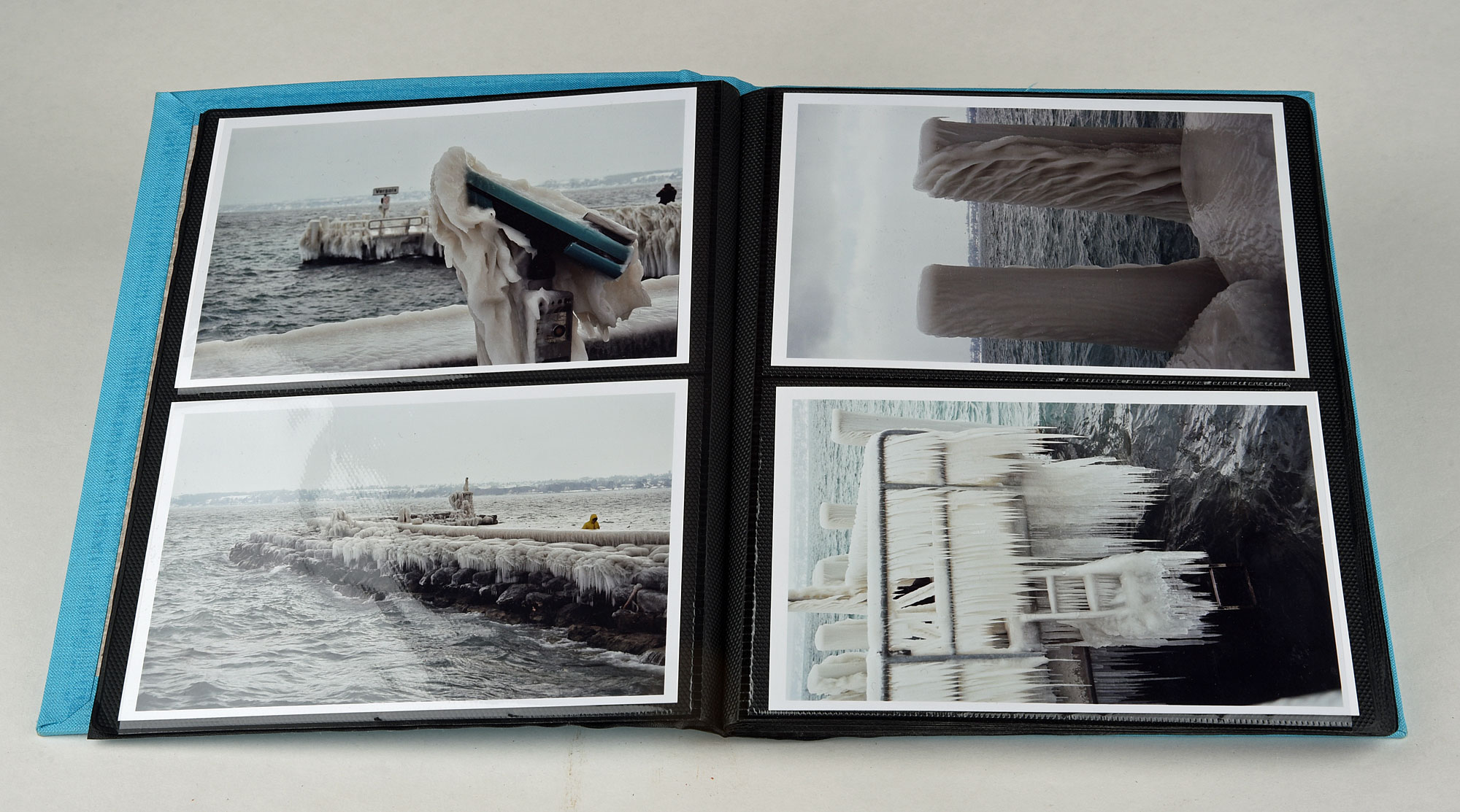
Album photos des années 2000

### Album imprimé
L'apparition de la photographie numérique a en grande partie entrainé la fin du tirage papier. En contrepartie, les progrès en termes de traitement d'image et des sites internet ont entrainé l'apparition de sites spécialisés dans les albums ou les photos sont directement imprimées sur la page avec éventuellement les légendes désirées. Le résultat est un livre photo débarrassé des surépaisseurs liées aux épreuves collées et donc beaucoup plus compact.